# Filozofia istoriei
Filozofia istoriei este un domeniu al filozofiei în care dezbaterile se axează asupra naturii și sensului istoriei. Termenul a fost inventat de Voltaire. Filozofia istoriei și istoria filozofiei sunt două domenii distincte care nu trebui confundate. Filosofia istoriei înseamnă a cuprinde istoria din perspectiva gândirii, iar istoria filozofiei este studiul dezvoltării ideilor filozofice.
Ca domeniu de cercetare adiacent filozofiei, filozofia istoriei își are începuturile în lucrarea lui Kant, în Ideea unei istorii universale din punct de vedere cosmopolit.
În Rațiune în istorie, Hegel abordează principalele probleme ale filozofiei istoriei precum și contribuția filozofiei la cercetarea istoriei. În Prelegeri de istorie a filozofiei, Hegel afirmă că aportul filozofiei în cunoaștere - în genere și în analiza istoriei - în particular este ideea de rațiune; rațiunea guvernează lumea, prin urmare istoria universală s-a derulat în mod rațional, spune Hegel. În Fenomenologia spiritului, filozoful german abordează dialectica stăpânire-sclavie și sinteza dintre acestea două ca rezultat al Revoluției franceze și a războaielor napoleoniene.
În filosofia contemporană se face distincție între filozofia critică a istoriei (cunoscută și sub numele de analitică) și filosofia speculativă a istoriei. Numele acestor tipuri provin din distincțiile făcute de Charlie Dunbar Broad între filosofia critică și filosofia speculativă.